# تأمین مالی تروریسم
تأمین مالی تروریسم به فعالیت‌هایی که حمایت مالی برای افراد یا گروه‌های تروریستی فراهم می‌کند ابلاغ می‌شود. دولتی که فهرستی برای سازمان‌های تروریستی دارد معمولاً قوانینی نیز برای جلوگیری از پولشویی پولی که هزینه تأمین مالی این سازمان‌ها می‌شود تصویب می‌کند.
تامین مالی تروریسم برای نخستین بار پس از حملات 11 سپتامبر سال 2001 میلادی در نیویورک مورد اقبال جامعه جهانی قرار گرفت و قطعنامه 1373 شورای امنیت ملی سازمان ملل به سرعت پس از این حملات صادر شد.
گروه ویژه اقدام مالی (FATF) پس از این حملات در کنار توجه به پولشویی ، تامین مالی تروریسم را نیز در برنامه خود قرار داد و سرانجام در سال 2012 میلادی، 49 توصیه خود را که 9 توصیه آن مختص به تامین مالی تروریسم بود و 40 توصیه دیگر که مختص به پولشویی بود را ادغام نمود و به 40 توصیه جامع تبدیل نمود.
قوانین علیه پول‌شویی و تأمین مالی تروریسم در سرتاسر جهان استفاده می‌شود. در ایالت متحده آمریکا، قانون Patriot Act بعد از حملات ۱۱ سپتامبر تصویب گردید تا به دولت قدرت مبارزه با پولشویی برای نظارت بر سازمان‌های مالی را بدهد. Patriot Act بعد از تصویب باعث به وجود آمدن جنجال و مباحثات بسیاری در ایالات متحده شد. همچنین ایالات متحده با سازمان ملل برای ایجاد برنامه ردیابی مالی تروریستی همکاری کرده‌است.
قوانینی به وجود آمدند تا تأمین مالی تروریسم و پولشویی را خنثی سازند. در ابتدا تمرکز بر مبارزه با تأمین مالی تروریسم CFT (#Combating the Financing of Terrorism) بر سازمان‌های غیرانتفاعی** مانند کسب و کارهای خدمات دهنده مالی ثبت نشده #MSBs (شامل بانکداری زیرزمینی یا **حواله) و خود این اعمال مجرمانه بود.
گروه ویژه اقدام مالی علیه پولشویی FATF نه پیشنهاد ویژه برای CFT مطرح کرد (در ابتدا ۸تا و پس یک سال نهمین افزوده گردید) این ۹ پیشنهاد به استانداردهای جهانی برای CFT تبدیل شدند و تقریباً همیشه در رابطه با ضدپولشویی اثرگذار ارزیابی شده‌اند.
از سازوکار فهرست سیاه FATF (فهرست NCCT) برای مجاب نمودن کشورها برای ایجاد تغییر استفاده شد.

## پولشویی
تامین مالی تروریسم و پولشویی که اغلب در قوانین و مقررات مرتبط هستند، در واقع دو مفهوم متضاد هستند. پولشویی فرایندی است که صورت می‌گیرد تا پول به دست آمده از فعالیت‌های مجرمانه با ظاهری قانونی وارد سیستم مالی گردد. در صورتی که تأمین مالی تروریسم به منابع تأمین‌کننده پول اهمیتی نداده، بلکه صرف چه کاری می‌شوند حائز اهمیت است.
یک تحقیق دقیق در مورد ارتباط یافت شده میان جرایم سازمان یافته و سازمان‌های تروریستی که در ایالات متحده آمریکا و دیگر مناطق دنیا که نقاط پیوند جرم-جنایت هستند در مبحث پزشکی قانونی چاپ شده‌است.
مقالهٔ پری، لیختن‌والد و مک کنزی بر همکاری گروه‌های کاری چند-سازمانه، ابزارهایی که می‌تواند برای شناسایی، نفوذ و از بین بردن سازمان‌هایی که فعالیتشان در کنار نقاط پیوند جرم-جنایت می‌باشد تأکید می‌کند.
تروریست‌ها از فعالیت‌های کلاهبردارانهٔ کم ارزش ولی پر سود برای تأمین مالی عملیاتشان استفاده می‌کنند. گروه‌های شبه نظامی در ایرلند شمالی از کسب و کارهای قانونی مانند هتل‌ها، بارها، و خدمات تاکسی تلفنی برای پولشویی و تأمین مالی فعالیت‌های سیاسی استفاده می‌کنند.
حتی فراتر از وضعیت ایرلند، در بعضی از موارد تروریست‌ها در کسب و کارهای مالی فعالیت می‌کنند تا بتواند راحت‌تر پول جابه‌جا کنند. جابه‌جا کردن حجم زیاد پول از طریق موسسات مالی یک روش مرسوم برای این کار است، امروزه خیلی از آن‌ها از طریق سیستم‌های پرداخت آنلاین این کار را انجام می‌دهند. هرچند روش‌های قدیمی همچنان منسوخ نشده‌اند. تروریست‌ها همچنان پول را از طریق حواله جات، شرکت‌های انتقال وجه و از طریق باجه‌های دریافت پول بین‌المللی منتقل می‌کنند؛ و در کشورهای که قوانین کنترلی خیلی محکم نیستند، خیریه‌ها نیز ابزاری برای شستشوی پول هستند.

## فعالیت‌های مشکوک
«عملیات جستجوی سبز»، تیم میان سازمانی آمریکایی است که در اکتبر ۲۰۰۱ ایجاد شد تا با هدف رسمی مبارزه با تروریسم مالی به فعالیت بپردازد. این تیم فعالیت‌هایی که الگویی برای دریافت و جابه‌جا کردن پول که با تأمین مالی تروریسم می‌تواند ارتباط داشته باشد را این‌گونه مشخص کرده‌است:
نقل و انتقالات حساب‌هایی که با موجودی‌های قبلی یا روش‌های برداشت قبلی مانند نقدی، چک یا جا به جایی بین بانکی متفاوت باشد.
نقل و انتقالاتی شامل جا به جایی‌های بین بانکی در مقادیر بسیار زیاد بدون مشخص بودن دلیل واضح، فرستنده و گیرنده که به کشورهای تحت تحریم، یا کشورهایی که با مبارزه با تروریسم مالی همکاری نمی‌کنند یا به کشورهایsympathizer nations ارسال شوند.
خالی کردن ناگهانی حساب‌ها یا چک‌های واسط و حساب‌هایشان در بانک‌های خارجی.
پخش کردن حساب‌ها در شعبات مختلف یا فعالیت‌های متعدد در یک شعبه.
لایه سازی‌های سازمانی، نقل و انتقالات بین حساب‌های بانکی و موجودی‌های مرتبط یا سازمان‌های خیریه بدون هیچ دلیل مشخص و واضحی.
نقل و انتقالات توسط سازمان‌های خیریه به شرکت‌هایی که در کشورهایی که به کشورهای فرار مالیاتی معروف هستند مستقر باشند.
عدم وجود فعالیت‌های واضح در برنامه‌های جذب سرمایه. مانند نبودن چک‌های خرد یا مبالغ اهدا شده به حساب‌های بانکی مرتبط با آن خیریه.
استفاده از چندین حساب برای دریافت پول‌هایی که در نهایت به یک شخص خارجی منتفع ارسال می‌شود.
نقل و انتقالات بدون هیچ هدف واضح اقتصادی، بدون وجود ارتباطی میان فعالیت و سازمان و اعضای دخیل در این نقل و انتقالات.
برنامه‌های دریافت نقدی از حساب‌هایی که در آمریکا ایجاد شده ولی از دستگاه‌های خودپرداز کشورهای مشکوک برداشت شوند. یا برعکس نقل و انتقالات این چنینی نیز مشکوک هستند.
چک‌ها، سندهای مالی یا دیگر اسناد اقتصادی که معمولاً متوالی شماره زده شده باشند و در وجه یک شخص یا کسب کار باشند، یا به یک شخص یا شرکت که اسمشان یکی باشند نوشته شده باشند.
بر اساس این فعالیت‌ها به تنهایی نمی‌توان مشخص نمود که این فعالیت مرتبط با تروریسم یا جرم‌های سازمان یافته باشد. به همین دلیل این فعالیت‌ها باید کاملاً در شرایط ویژه خود با بقیه عوامل بررسی شوند تا مشخص شود که آیا با تأمین مالی فعالیت‌های تروریستی ارتباطی دارند یا خیر.
نقل و انتقالات ساده هم می‌توانند مشکوک باشند و پول‌شویی‌هایی که از طریق فعالیت‌های تروریستی اتفاق می‌افتند می‌تواند عملیات ساده‌ای مانند انتقال بین‌المللی پول باشد که لینک‌های ارتباطی با کشورهای مانند کشورهای لیست سیاه FATF باشند. بعضی از افرادی که سابقه جنایی دارند، خصوصاً در قاچاق مواد مخدر و اسلحه ممکن است با گروه‌های تروریستی در ارتباط باشند. این پول‌ها ممکن است از طریق یک کشور حامی تروریسم یا کشورهای درگیر با تروریسم منتقل شوند. حساب‌هایی (خصوصاً دانشجویی) که فقط در مقاطع مشخص و منظم زمانی مبالغی دریافت می‌کنند و در طی دو ماه از طریق دستگاه‌های خود پرداز نقد می‌شوند و در مواقع دیگر فعالیتی ندارند ممکن است نشان دهنده آماده شدن برای حمله‌ای تروریستی باشند.

## آلمان
در ژوئیه ۲۰۱۰ آلمان خیریه Internationale Humanitäre Hilfsorganisation (IHH) را منع فعالیت نمود. با این توضیح که این مبالغ اهدا شده در حالیکه ظاهراً برای اهدا کنندگان به عنوان کمک‌های انسان دوستانه معرفی شد، برای حمایت از فعالیت‌هایی در غزه که با حماس در ارتباط هستند استفاده شده‌است) اتحادیه اروپا حماس را گروهی تروریستی می‌داند.

## استرالیا
در ۲۰۰۹، تحقیق و تفحصی که توسط «مرکز بررسی و گزارش نقل و انتقالات مالی استرالیا» Australian Transaction Reports and Analysis Centre (AUSTRAC) و بقیه سازمان‌ها انجام شد مشخص کرد که منابع مالی از استرالیا برای گروه تروریستی سومالیایی الشباب فرستاده می‌شد. انتقالات با اسامی جعلی برای پوشاندن رد پول فرستاده می‌شد. این تحقیقات به بازداشت مظنونین به اتهام اقدام برای حمله تروریستی در قرارگاه‌های نظامی استرالیا منجر شد.
در ۲۰۱۴ مقامات استرالیایی نگران شدند که پول‌های منتقل شده ممکن است برای فعالیت‌های تروریستی در سومالی استفاده شوند. در ۲۰۱۵ بانک‌های استرالیایی امکانات انتقال پول به سومالی را مسدود نمودند.